# Andrew Strominger

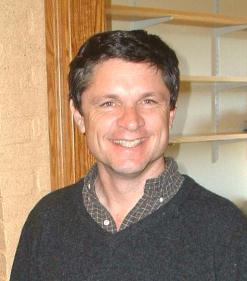

Andrew Strominger (nacido en 1955) es un físico teórico de Estados Unidos que trabaja en teoría de cuerdas. Se doctoró en 1982 en el MIT bajo la supervisión de Roman Jackiw. Sus contribuciones a la física incluyen:
- Un artículo con Cumrun Vafa que explica, desde la teoría de cuerdas, el origen microscópico de la entropía de un agujero negro, en correspondencia con los cálculos termodinámicos realizados previamente por Stephen Hawking y Jacob Bekenstein.
- Un artículo con Philip Candelas, Gary Horowitz y Edward Witten en los años 1980 sobre la relevancia de las variedades de Calabi-Yau para recuperar el Modelo estándar a partir de la teoría de cuerdas.